# 埃克特数
埃克特数（Ec）是连续介质力学中的無量綱，是流體動能和其焓之間的關係，也用來描述耗散，得名自Ernst R. G. Eckert。
其定義為
{\displaystyle \mathrm {Ec} ={\frac {u^{2}}{c_{p}T}}}
其中
- u為连续介质的局部流速
- cp是连续介质的定壓局部比熱
- T是局部溫度